# Юшкевич, Василий Александрович
Василий Александрович Юшкевич (16 (28) февраля 1897, Вильна — 15 марта 1951, Москва) — советский военачальник, генерал-полковник (11 июля 1945 года).

## Биография
Белорус. Родился в Вильне. В 1915 году окончил 6 классов коммерческого училища и был призван в армию. Направлен в Виленское военное училище. В сентябре 1915 года в чине прапорщика окончил ускоренный курс училища, на тот момент эвакуированного в Полтаву. Принял участие в Первой мировой войне. Командовал взводом и ротой на Юго-Западном фронте. Последнее звание в императорской армии — подпоручик.

## РККА
В Красной Армии с 1919 года. Член ВКП(б) с 1919 года. Участвовал в боях против войск генерала Врангеля на Южном фронте командиром роты, батальона, начальником отряда особого назначения. Закончил гражданскую войну в должности командира 9-го полка, 3-й Казанской стрелковой дивизии. Отличился при уничтожении крупных банд в горах Алушты.
В межвоенный период — командир стрелкового полка, помощник командира дивизии. Дважды окончил Курсы усовершенствования высшего начальствующего состава при Военной академии им. М. В. Фрунзе (1926 и 1928). В 1929—1930 годах — преподаватель Военно-политической академии им. Н. Г. Толмачёва. С 1930 года — командир и комиссар 100-й стрелковой дивизии. В 1935 году присвоено персональное воинское звание — комдив. C 1936 года — командир 13-го стрелкового корпуса.

## Испания
Во время гражданской войны в Испании (1936—1939) в качестве военного советника Республиканского правительства участвовал в обороне Мадрида. За успешное выполнение боевого задания награждён орденом Ленина.

## Предвоенные годы
По возвращении в СССР был арестован (8 августа 1938). Более года находился под следствием. Освобожден 29 ноября 1939.
С 1940 года — старший инспектор, затем начальник отдела Управления боевой подготовки Красной Армии. С 1941 года — командир 44-го стрелкового корпуса Западного Особого военного округа (с 14.03.1941 по 11.09.1941).

## Великая Отечественная война
Великую Отечественную войну В. А. Юшкевич встретил в старом звании комдива. Имея за плечами определённый боевой опыт, он даже в начальном периоде войны смог проявить себя. Войска корпуса под его командованием в июле 1941 года в составе 13-й армии Западного фронта вели тяжелые оборонительный бои с соединениями танковой группы гитлеровских войск, наступавших в направлении Смоленска. Под ударами превосходящих сил противника корпус вынужден был отойти за р. Березина в район г. Борисов и южнее, а затем — за реку Днепр. В составе 19-й армии фронта в июле части корпуса участвовали в Смоленском сражении, в ходе которого успешно действовали по освобождению города Ярцево, за что В. А. Юшкевичу было присвоено воинское звание «генерал-майор» (07.08.1941.).

Ярцево был первым городом, отбитым у Германии. Это произошло 19 июля 1941 года силами 19 армии — часть сил 38-й стрелковой дивизии (полковник М. Г. Кириллов) и 44-го стрелкового корпуса (комдив В. А. Юшкевич). Затем он снова был захвачен, переходил из рук в руки, пока окончательно не был оккупирован немцами до 19 сентября 1943 года.— .
С августа 1941 года он — командующий 22-й армией Западного фронта, которая вела упорные оборонительные бои с превосходящими силами противника на торопецком направлении. В ходе этих боев в результате обходного манёвра противника главные силы армии были окружены. Высокая организованность, героизм и самоотверженность командарма и его войск позволили сохранить боеспособность частей и соединений армии и вывести войска в район Андреаполя. С октября 1941 года В. А. Юшкевич — командующий 31-й армией Калининского фронта, которая участвовала в Калининской оборонительной операции, а с началом контрнаступления под Москвой — в Калининской наступательной операции. В ходе этой операции войска армии во взаимодействии с 29-й армией нанесли поражение основным силам 9-й гитлеровской армии и освободили город Калинин.
Совинформбюро тогда сообщало: «После ожесточенных боев войска Калининского фронта 16 декабря сего [1941] года овладели городом Калинин… В боях за город Калинин отличились войска генерал-лейтенанта т.Масленникова и генерал-майора т.Юшкевича».
Развивая наступление на Ржев, войска армии к концу декабря вышли к Волге в районе северо-восточнее Зубцова. В январе-марте 1942 года войска армии под командованием В. А. Юшкевича принимали участие в Ржевско-вяземской наступательной операции. 21.03.1942 года присвоено звание генерал-лейтенант. С апреля 1942 года В. А. Юшкевич — вновь командующий 22-й армией Калининского фронта, которая принимала участие в наступлении войск фронта на ржевско-вяземском направлении, нанесла поражение 23-му корпусу гитлеровских войск и вышла в район севернее г. Белый. Летом и осенью 1942 года армия под командованием В. А. Юшкевича прочно обороняла рубеж юго-западнее г. Ржев, обеспечивая наступление главных сил Калининского фронта против ржевско-сычевской группировки гитлеровских войск. В марте 1943 года войска армии участвовали в Ржевско-вяземской наступательной операции. С апреля в составе Северо-западного (с 13 октября — Прибалтийского, с 20 октября — 2-го Прибалтийского фронта армия под командованием генерала В. А. Юшкевича осуществляла оборону по восточному берегу р. Ловать на участке Холм, Великие Луки. В январе-феврале 1944 года, нанося удары на идрицком направлении, войска армии под командованием В. А. Юшкевича участвовали в Ленинградско-Новгородской наступательной операции. С апреля В. А. Юшкевич — командующий 3-й ударной армией в составе 2-го Прибалтийского фронта, которая участвовала в Режицко-Двинской, Мадонской и Рижской наступательных операциях. Действуя в составе главной ударной группировки фронта, её войска в ходе этих операций разгромили противостоящие силы противника, освободили большое количество населенных пунктов, в том числе города Идрица, Себеж, Режица. За умелое руководство войсками армии, личное мужество, храбрость и высокое оперативно-тактическое искусство В. А. Юшкевич был награждён орденом Суворова 1-й степени.
Ввиду болезни В. А. Юшкевич в августе 1944 года был освобождён от должности командующего армией и в октябре 1944 года назначен командующим войсками Одесского военного округа.
Постановлением Совнаркома СССР от 11.07.1945 № 1683 присвоено звание генерал-полковник
В июле 1946 года переведен командующим войсками Приволжского военного округа. С 1950 года — в распоряжении Министра обороны СССР.
Умер в 1951 году Москве. Похоронен на Новодевичьем кладбище.

## Награды
- 2 ордена Ленина (21.02.1945, …)
- 4 ордена Красного Знамени (21.03.1942, 5.05.1942, 3.11.1944, 20.06.1949)
- орден Суворова 1-й степени (30.7.1944)
- орден Кутузова 1-й степени (29.6.1945)
- орден Красной Звезды
- медали.